# Delfín Gallo
Delfín Gallo (San Miguel de Tucumán, 25 de noviembre de 1845 – Buenos Aires, 8 de diciembre de 1889) fue un político y periodista argentino.

## Biografía
Perteneciente a la oligarquía tucumana se crio en San Miguel de Tucumán donde fue alumno del Colegio San Miguel, que dirigía Amadeo Jacques. Hermano del exgobernador Santiago Gallo. 
En 1867, se recibió de abogado en Buenos Aires. Luego siguió su carrera de periodista en La Prensa, El Nacional y Sud América. Fue cofundador de este último diario, con su concuñado Carlos Pellegrini y Lucio V. López.
Se desempeñó como diputado nacional por Tucumán, de 1872 a 1876 y de 1884 a 1888; y por la provincia de Buenos Aires de 1876 a 1884. Gran orador parlamentario, merecen especial recuerdo sus vibrantes intervenciones de 1887, cuando condenó en el Congreso el derrocamiento del gobernador de Tucumán, Juan Posse. 
Fue subsecretario de Justicia e Instrucción Pública, durante la gestión ministerial de Nicolás Avellaneda. Formó parte de los directorios de los Ferrocarriles del Oeste y del Pacífico, y presidió el Banco Nacional Inmobiliario. 
En el célebre mitin del Jardín Florida, 1889, participó como orador.